# Comuna Avram Iancu, Bihor
Avram Iancu (maghiară Keményfok) este o comună în județul Bihor, Crișana, România, formată din satele Ant, Avram Iancu (reședința) și Tămașda.

## Demografie
Componența etnică a comunei Avram Iancu
     Români (60,37%)
     Romi (24,45%)
     Maghiari (5,46%)
     Alte etnii (0%)
     Necunoscută (9,73%)
Componența confesională a comunei Avram Iancu
     Ortodocși (60,01%)
     Penticostali (18,86%)
     Reformați (4,9%)
     Baptiști (4,63%)
     Alte religii (1,45%)
     Necunoscută (10,15%)
Conform recensământului efectuat în 2021, populația comunei Avram Iancu se ridică la 3.043 de locuitori, în scădere față de recensământul anterior din 2011, când fuseseră înregistrați 3.316 locuitori. Majoritatea locuitorilor sunt români (60,37%), cu minorități de romi (24,45%) și maghiari (5,46%), iar pentru 9,73% nu se cunoaște apartenența etnică. Din punct de vedere confesional, majoritatea locuitorilor sunt ortodocși (60,01%), cu minorități de penticostali (18,86%), reformați (4,9%) și baptiști (4,63%), iar pentru 10,15% nu se cunoaște apartenența confesională.

## Politică și administrație
Comuna Avram Iancu este administrată de un primar și un consiliu local compus din 13 consilieri. Primarul, Dorin-Petru Toma[*], de la Partidul Social Democrat, este în funcție din 1 noiembrie 2024. Începând cu alegerile locale din 2024, consiliul local are următoarea componență pe partide politice:
|  | Partid                          | Consilieri | Componența Consiliului | Componența Consiliului | Componența Consiliului | Componența Consiliului | Componența Consiliului | Componența Consiliului |
|  | ------------------------------- | ---------- | ---------------------- | ---------------------- | ---------------------- | ---------------------- | ---------------------- | ---------------------- |
|  | Partidul Social Democrat        | 6          |                        |                        |                        |                        |                        |                        |
|  | Partidul Național Liberal       | 5          |                        |                        |                        |                        |                        |                        |
|  | Alianța pentru Unirea Românilor | 1          |                        |                        |                        |                        |                        |                        |
|  | Partidul Puterii Umaniste       | 1          |                        |                        |                        |                        |                        |                        |

## Monumente
- Biserica veche din Tămașda (ruine), construcție secolul al XIII-lea, monument istoric